# Ustadhsis
Ustadhsis fou el nom del cap d'un moviment religiós del segle viii a Badghis. Per extensió els seus seguidors foren anomenats els ustadhsis.
Els habitants de Badghis seguien la doctrina reformada zoroastriana predicada per Bihafarid (la Bihafaridiyya). Un cap local, Ustadhsis, dirigia la comunitat i havia cooperat amb els abbàssides (amb el governador del Khurasan Abu Awn Abd al-Malik ibn Yazid 776-777) i en nom del bihafaridites va demanar al príncep al-Mahdi, virrei de les províncies orientals i fill del califa al-Mansur (754-775) de ser admesos a la comunitat musulmana; al-Mahdi ho va acceptar i els va posar a les ordes de Muhammad ibn Shaddad; aquest va fer una expedició a Kabul i va fer molt de botí; al retorn a Badghis els bihhafaridites es van revoltar sota la direcció d'Ustadhsis (760) i al mateix temps Muhammad ibn Shaddad es revoltava a Bust (al Sistan) amb suport de dos caps zoroastrians, Adharuya al-Madjusi i Marzban al-Madjusi; es diu que els seguidors d'Ibn Shaddad eren adeptes a la secta zoroastriana dels Lughayriyya o Laghiriyya i van marxar a Badghis on es van unir a Ustadhsis i llavors els rebels eren uns 300.000. Ustadhsis va ocupar Herat i Bushandj on 700 àrabs de la tribu Abd al-Kays foren massacrats; després van atacar Merv al-Rudh i van matar el profeta al-Ajtham i a una part de la població; en els següents combats diversos caps pro-abbàssides foren morts. El califa al-Mansur va enviar al general Khazim ibn Khuzayma amb un exèrcit; després de lentes maniobres el general va utilitzar l'astúcia i va derrotar els rebels amb un engany; es diu que 70.000 rebels foren massacrats (766). Ustadhsis va poder fugir i es va refugiar a una fortalesa de muntanya a Badghis on va quedar assetjat per Khazim, que es va unir a les forces del governador Abu Awn Abd al-Malik ibn Yazid i als reforós de Salm ibn Kutayba enviats pel califa. Ustadhsis es va rendir a Abu Awn que li va perdonar la vida i el va enviar encadenat junt amb la seva família al príncep al-Mahdi, virrei de les províncies orientals; els seus seguidors van seguir rebels almenys fins al 770, any en què al-Mahdi va derrotar i matar a uns 20.000 rebels. No s'esmenta la sort d'Ustadhsis (excepte al-Yaqubí que diu que fou executat per orde d'al-Mansur, però afegeix que a aquest li fou enviat pel Abu Awn, el que podria indicar que és un error); l'historiador al-Sallami diu que la filla d'Ustadhsis, Marajil, fou mare del califa al-Mamun (això no s'ha pogut comprovar però si que se sap que la mare d'al-Mamun era una concubina de Badghis) i que Ghalib, germà d'Ustadhsis, fou la persona que va assassinar al visir d'al-Mamun, al-Fadl ibn Sahl ibn Zadhanfarukh a Sarakhs el 818 pretesament per orde del mateix califa (no hi ha cap altra font per confirmar-ho).